# Copa del Rey de fútbol 2006-07
La Copa del Rey de fútbol 2006-07 es la edición número 103 de la competición. La conquistó el Sevilla Fútbol Club, quien ganó al Getafe CF en la final por 1-0 gol de Kanouté. Se disputó desde agosto de 2006 hasta junio de 2007, con la participación de 81 equipos de la 1.ª, 2.ª A, 2.ª B y 3.ª división de la Liga española de fútbol. Aunque jueguen en dichas categorías, no tienen permitida la participación equipos filiales de otros clubes.
En esta edición de la Copa se utilizó un nuevo formato, en el que los equipos de primera división comenzaron la competición en los dieciseisavos de final, con tres eliminatorias ya disputadas.
El Real Club Deportivo Espanyol, después de su cuarto título conquistado en la edición 2005-06, no pudo revalidar su título tras caer ante el Rayo Vallecano en los dieciseisavos de final.
La final de esta edición se caracteriza por haber sido el partido en el que más aficionados se han desplazado desde su ciudad natal a otra en la Historia del fútbol español, siendo un total de 85.000 sevillistas los que se dieron cita en Madrid.

## Equipos clasificados
Disputaron la Copa del Rey 2006–07, habiendo sellado su presencia en función de su clasificación en las cuatro primeras categorías del sistema de competición liguero en la temporada 2005/06, y partiendo de determinadas rondas según su categoría en la presente campaña, los siguientes equipos:

### Primera división
Los 20 equipos de la Primera División 2005/06:
| - FC Barcelona - Real Madrid CF - Valencia CF - CA Osasuna - Sevilla FC - Celta de Vigo - Villarreal CF - Deportivo de La Coruña - Getafe CF - Atlético de Madrid | - Real Zaragoza - Athletic Club - RCD Mallorca - Real Betis - RCD Espanyol - Real Sociedad - Racing de Santander - Deportivo Alavés - Cádiz CF - Málaga CF |

### Segunda división
Los 20 equipos de Segunda División 2005/06 (excluidos el Real Madrid Castilla y el Málaga CF B como equipos filiales):
| - Recreativo de Huelva - Gimnàstic de Tarragona - Levante UD - CF Ciudad de Murcia - Lorca Deportiva - UD Almería - Xerez CD - CD Numancia - Sporting de Gijón - Real Valladolid | - CD Castellón - Albacete Balompié - Elche CF - Poli Ejido - Real Murcia - Hércules CF - CD Tenerife - UE Lleida - Racing de Ferrol - SD Eibar |

### Segunda División B
25 equipos de Segunda División B 2005/06 clasificados entre los 5 primeros de cada uno de los 4 grupos (excluidos equipos filiales) y los equipos no filiales con mejor puntuación del resto de clubs de la categoría, hasta completar el citado número:
| Grupo I - Universidad de Las Palmas - Pontevedra CF - UD Las Palmas - UD Vecindario - Rayo Vallecano - CF Fuenlabrada | Grupo II - UD Salamanca - Burgos CF - SD Ponferradina - Real Unión de Irún - Real Oviedo | Grupo III - CF Badalona - Alicante CF - UDA Gramanet - CD Alcoyano - Benidorm CD - Villajoyosa CF - Terrassa FC - UE Sant Andreu | Grupo IV - FC Cartagena - Águilas CF - CD Linares - Écija Balompié - Córdoba CF - CD Badajoz |

### Tercera División
Los 18 equipos campeones de los grupos de Tercera División de España 2005-06 (en caso de que un equipo filial sea campeón de su grupo la plaza se adjudica al equipo no filial mejor clasificado):
| - CD Lugo - AD Universidad de Oviedo - Gimnástica de Torrelavega - Sestao River - Girona FC - CD Eldense - AD Parla - SD Gimnástica Segoviana - Granada CF | - RC Portuense - PD Santa Eulalia - UD Fuerteventura - Orihuela CF - CF Villanovense - Peña Sport FC - AD Fundación Logroñés - UD Barbastro - UD Puertollano |

## 1.ª eliminatoria
La primera ronda del torneo la disputaron 18 equipos de 2.ª división B y los 18 campeones de grupo de 3.ª división en la temporada 2005-06. La eliminatoria se decidió a partido único, disputado el 30 de agosto de 2006.
| Local                     | Resultado      | Visitante                     |
| ------------------------- | -------------- | ----------------------------- |
| CF Badalona               | 2-0            | Villajoyosa CF                |
| Sestao River              | 0-1            | Burgos CF                     |
| SD Gimnástica Segoviana   | 2-0            | AD Universidad de Oviedo      |
| SD Eibar                  | 2-1            | Real Oviedo                   |
| Benidorm CD               | 1-0            | UDA Gramanet                  |
| Granada CF                | 1-2            | RC Portuense                  |
| Real Unión de Irún        | 3-2            | AD Fundación Logroñés         |
| CD Lugo                   | 2-0            | Gimnástica de Torrelavega     |
| Universidad de Las Palmas | (pen. 4-3) 0-0 | Unión Deportiva Fuerteventura |
| Écija Balompié            | 2-1            | CF Villanovense               |
| Rayo Vallecano            | 4-1            | Pontevedra CF                 |
| PD Santa Eulalia          | 2-1            | CD Eldense                    |
| Alicante CF               | 0-1            | UE Lleida                     |
| UD Barbastro              | (pen. 5-4) 0-0 | Terrassa FC                   |
| Peña Sport FC             | 2-1            | UE Sant Andreu                |
| Girona FC                 | 0-4            | Orihuela CF                   |
| CD Linares                | 2-1            | Córdoba CF                    |
| UD Puertollano            | 4-1            | AD Parla                      |

## 2.ª eliminatoria
En la segunda eliminatoria se crearon dos grupos de eliminatorias separados. La eliminatoria también se disputó a partido único, el día 20 de septiembre de 2006, quedando asignados los equipos locales por sorteo.

### Grupo A
Formado por los 18 equipos vencedores de la primera eliminatoria, y 6 más de segunda división B.
| Local                     | Resultado      | Visitante          |
| ------------------------- | -------------- | ------------------ |
| SD Eibar                  | 1-0            | Águilas CF         |
| Universidad de Las Palmas | 1-0            | PD Santa Eulalia   |
| CD Lugo                   | 1-1 (pen. 0-3) | Rayo Vallecano     |
| CD Alcoyano               | 2-1            | Benidorm CD        |
| CF Badalona               | 3-0            | Racing de Ferrol   |
| CD Badajoz                | 1-5            | CD Linares         |
| Burgos CF                 | 3-2            | Orihuela CF        |
| Peña Sport FC             | 2-0            | UD Barbastro       |
| Écija Balompié            | 3-0            | Real Unión de Irún |
| UD Puertollano            | (pen. 4-3) 0-0 | UE Lleida          |
| SD Gimnástica Segoviana   | 3-1            | FC Cartagena       |
| RC Portuense              | 2-0            | CF Fuenlabrada     |

### Grupo B
Formado por 20 equipos de la segunda división A.
| Local           | Resultado      | Visitante                       |
| --------------- | -------------- | ------------------------------- |
| Elche CF        | 1-0            | Sociedad Deportiva Ponferradina |
| Lorca Deportiva | 0-1            | Real Valladolid                 |
| Xerez CD        | 3-0            | Albacete Balompié               |
| UD Vecindario   | 0-1            | Hércules CF                     |
| CD Numancia     | 1-1 (pen. 2-4) | Polideportivo Ejido             |
| UD Salamanca    | 0-1            | UD Almería                      |
| Real Murcia     | 0-1            | UD Las Palmas                   |
| Cádiz CF        | 3-2            | Sporting de Gijón               |
| CD Tenerife     | 1-2            | Deportivo Alavés                |
| Málaga CF       | 2-1            | CF Ciudad de Murcia             |

## 3.ª eliminatoria
El sorteo de la tercera eliminatoria se celebró en la sede de la RFEF el 25 de septiembre de 2006. Los enfrentamientos se disputaron a partido único el día 4 de octubre. Al igual que la ronda anterior, quedaron formados dos grupos, a partir de los equipos clasificados de los grupos previos.

### Grupo A
La Gimnástica Segoviana y el Peña Sport FC quedaron como únicos supervivientes de la tercera división.
| Local          | Resultado      | Visitante                 |
| -------------- | -------------- | ------------------------- |
| CF Badalona    | (pen. 7-6) 1-1 | Universidad de Las Palmas |
| Écija Balompié | (pen. 5-4) 0-0 | SD Eibar                  |
| RC Portuense   | (pró.) 1-0     | CD Linares                |
| Peña Sport FC  | 2-0            | CD Alcoyano               |
| Burgos CF      | 2-2 (pen. 5-6) | SD Gimnástica Segoviana   |
| Rayo Vallecano | (pen. 5-4) 0-0 | UD Puertollano            |

### Grupo B
| Local               | Resultado      | Visitante        |
| ------------------- | -------------- | ---------------- |
| Polideportivo Ejido | 1-1 (p. 4-5)   | Deportivo Alavés |
| Elche CF            | 0-1            | Real Valladolid  |
| UD Almería          | 0-0 (pen. 4-5) | Málaga CF        |
| Hércules CF         | 2-0            | UD Las Palmas    |
| CD Castellón        | 1-0            | Cádiz CF         |

## Dieciseisavos de final
El sorteo para los dieciseisavos de final se celebró el 9 de octubre, en él ya entraron los equipos de primera división, y se dirigió de la siguiente manera:
- 4 ganadores del grupo A se enfrentaron a 4 participantes de la Liga de Campeones de la UEFA.
- 2 ganadores de A se enfrentaron a 2 participantes de la Copa de la UEFA.
- 1 ganador de B se enfrentó a 1 participante de la Copa de la UEFA.
- 5 ganadores de B se enfrentaron a 5 equipos de primera división.
- 8 equipos de primera división se enfrentaron entre sí.

El formato se cambió, disputándose las eliminatorias a ida y vuelta. La ida se disputó en el campo del equipo de menor categoría, y en caso de ser la misma, se decidió por sorteo. Los partidos de ida se jugaron entre el 24 y el 25 de octubre, y los de vuelta entre el 7 y 9 de noviembre. El partido de vuelta entre el Levante y el Atlético de Madrid quedó suspendido a causa del mal estado del Estadi Ciutat de València, debido a las fuertes lluvias registradas en Valencia y al deterioro por un concierto previo de Bruce Springsteen.
El partido de vuelta entre el Levante y el Atlético se disputó finalmente el 13 de diciembre, y la victoria por uno a cero del Atlético obligó a desempatar desde la tanda de penaltis, en la que el equipo madrileño consiguió el pase a los octavos de final.
Con la entrada en acción de los equipos de primera división, y el sistema de eliminatoria a doble partido con la vuelta disputada en el campo del equipo de mayor categoría, se redujo considerablemente el número de equipos modestos. Los dos equipos de tercera división (Peña Sport y Gimnástica Segoviana) cayeron eliminados y el único superviviente de segunda división B después de los dieciseisavos de final fue el Rayo Vallecano, que eliminó al campeón de la edición anterior, el RCD Espanyol, venciéndole por 0 a 1 en el Estadio Olímpico Lluís Companys. De segunda división se clasificaron tres equipos, el Real Valladolid, el Deportivo Alavés y el Málaga CF, que se impusieron al Nàstic de Tarragona, Celta de Vigo y Real Sociedad, respectivamente.

### Resultados
| Local ida            | Resultado global | Local vuelta           | Ida | Vuelta |
| -------------------- | ---------------- | ---------------------- | --- | ------ |
| Écija Balompié       | 2-6              | Real Madrid CF         | 1-1 | 1-5    |
| CF Badalona          | 1-6              | FC Barcelona           | 1-2 | 0-4    |
| Peña Sport FC        | 0-4              | CA Osasuna             | 0-0 | 0-4    |
| RC Portuense         | 1-4              | Valencia CF            | 1-2 | 0-2    |
| Gimnástica Segoviana | 0-4              | Sevilla FC             | 0-1 | 0-3    |
| Rayo Vallecano       | 2-1              | RCD Espanyol           | 1-1 | 1-0    |
| CD Castellón         | 0-4              | Villarreal CF          | 0-2 | 0-2    |
| Deportivo Alavés     | 1-0              | RC Celta de Vigo       | 0-0 | 1-0    |
| Xerez CD             | 2-3              | Getafe CF              | 0-2 | 2-1    |
| Málaga CF            | 5-3              | Real Sociedad          | 4-1 | 1-2    |
| Real Valladolid      | 4-1              | Gimnàstic de Tarragona | 1-0 | 3-1    |
| Hércules CF          | 1-3              | Real Zaragoza          | 1-1 | 0-2    |
| Depor. La Coruña     | (pen. 3-1) 1-1   | Racing de Santander    | 1-0 | 0-1    |
| Recreativo de Huelva | 0-2              | Real Betis             | 0-0 | 0-2    |
| Athletic Club        | 2-3              | RCD Mallorca           | 1-1 | 1-2    |
| Atlético de Madrid   | (pen. 4-2) 1-1   | Levante UD             | 0-1 | 1-0    |

## Fase final
|  | Octavos de final                                                  | Octavos de final                                                  | Octavos de final                                                  | Octavos de final                                                  |   |                     | Cuartos de final                                                                                               | Cuartos de final                                                                                               | Cuartos de final                                                                                               | Cuartos de final                                                                                               |  |           | Semifinales                                                    | Semifinales                                                    | Semifinales                                                    | Semifinales                                                    |  |         | Final                                                 | Final                                                 |  |
|  | 9 al 11 de enero de 2007 (ida) 14 al 17 de enero de 2007 (vuelta) | 9 al 11 de enero de 2007 (ida) 14 al 17 de enero de 2007 (vuelta) | 9 al 11 de enero de 2007 (ida) 14 al 17 de enero de 2007 (vuelta) | 9 al 11 de enero de 2007 (ida) 14 al 17 de enero de 2007 (vuelta) |   |                     | 31 de enero y 1 de febrero de 2007 (ida) 28 de febrero de 2007 (vuelta) 20 de marzo de 2007 (partizo aplazado) | 31 de enero y 1 de febrero de 2007 (ida) 28 de febrero de 2007 (vuelta) 20 de marzo de 2007 (partizo aplazado) | 31 de enero y 1 de febrero de 2007 (ida) 28 de febrero de 2007 (vuelta) 20 de marzo de 2007 (partizo aplazado) | 31 de enero y 1 de febrero de 2007 (ida) 28 de febrero de 2007 (vuelta) 20 de marzo de 2007 (partizo aplazado) |  |           | 18 y 19 de abril de 2007 (ida) 9 y 10 de mayo de 2007 (vuelta) | 18 y 19 de abril de 2007 (ida) 9 y 10 de mayo de 2007 (vuelta) | 18 y 19 de abril de 2007 (ida) 9 y 10 de mayo de 2007 (vuelta) | 18 y 19 de abril de 2007 (ida) 9 y 10 de mayo de 2007 (vuelta) |  |         | 23 de junio de 2007 Estadio Santiago Bernabéu, Madrid | 23 de junio de 2007 Estadio Santiago Bernabéu, Madrid |  |
|  |                                                                   |                                                                   |                                                                   |                                                                   |   |                     | | | | |  |           |                                                                |                                                                |                                                                |                                                                |  |         |                                                       |                                                       |  |
|  |                                                                   |                                                                   |                                                                   |                                                                   |   |                     | | | | |  |           |                                                                |                                                                |                                                                |                                                                |  |         |                                                       |                                                       |  |
|  | Sevilla                                                           | 0                                                                 | 3                                                                 | 3                                                                 |   |                     | | | | |  |           |                                                                |                                                                |                                                                |                                                                |  |         |                                                       |                                                       |  |
|  | Sevilla                                                           | 0                                                                 | 3                                                                 | 3                                                                 |   |                     | | | | |  |           |                                                                |                                                                |                                                                |                                                                |  |         |                                                       |                                                       |  |
|  | Rayo Vallecano                                                    | 0                                                                 | 1                                                                 | 1                                                                 |   |                     | | | | |  |           |                                                                |                                                                |                                                                |                                                                |  |         |                                                       |                                                       |  |
|  | Rayo Vallecano                                                    | 0                                                                 | 1                                                                 | 1                                                                 |   | Sevilla             | 0 | 1 | 1 | |  |           |                                                                |                                                                |                                                                |                                                                |  |         |                                                       |                                                       |  |
|  |                                                                   |                                                                   |                                                                   |                                                                   |   | Sevilla             | 0 | 1 | 1 | |  |           |                                                                |                                                                |                                                                |                                                                |  |         |                                                       |                                                       |  |
|  |                                                                   |                                                                   | Real Betis                                                        | 0                                                                 | 0 | 0                   | | | | |  |           |                                                                |                                                                |                                                                |                                                                |  |         |                                                       |                                                       |  |
|  | Real Betis (v.)                                                   | 0                                                                 | Real Betis                                                        | 0                                                                 | 0 | 0                   | 1 | 1 | | |  |           |                                                                |                                                                |                                                                |                                                                |  |         |                                                       |                                                       |  |
|  | Real Betis (v.)                                                   | 0                                                                 |                                                                   |                                                                   |   |                     | | | | |  |           |                                                                |                                                                |                                                                |                                                                |  |         |                                                       |                                                       |  |
|  | Real Madrid                                                       | 0                                                                 | 1                                                                 | 1                                                                 |   |                     | | | | |  |           |                                                                |                                                                |                                                                |                                                                |  |         |                                                       |                                                       |  |
|  | Real Madrid                                                       | 0                                                                 | 1                                                                 | 1                                                                 |   |                     | | | | |  | Sevilla   | 3                                                              | 2                                                              | 5                                                              |                                                                |  |         |                                                       |                                                       |  |
|  |                                                                   |                                                                   |                                                                   |                                                                   |   |                     | | | | |  | Sevilla   | 3                                                              | 2                                                              | 5                                                              |                                                                |  |         |                                                       |                                                       |  |
|  |                                                                   |                                                                   | Deportivo La Coruña                                               | 0                                                                 | 0 | 0                   | | | | |  |           |                                                                |                                                                |                                                                |                                                                |  |         |                                                       |                                                       |  |
|  | Deportivo La Coruña                                               | 2                                                                 | Deportivo La Coruña                                               | 0                                                                 | 0 | 0                   | 1 | 3 | | |  |           |                                                                |                                                                |                                                                |                                                                |  |         |                                                       |                                                       |  |
|  | Deportivo La Coruña                                               | 2                                                                 |                                                                   |                                                                   |   |                     | | | | |  |           |                                                                |                                                                |                                                                |                                                                |  |         |                                                       |                                                       |  |
|  | Mallorca                                                          | 1                                                                 | 1                                                                 | 2                                                                 |   |                     | | | | |  |           |                                                                |                                                                |                                                                |                                                                |  |         |                                                       |                                                       |  |
|  | Mallorca                                                          | 1                                                                 | 1                                                                 | 2                                                                 |   | Deportivo La Coruña | 4 | 1 | 5 | |  |           |                                                                |                                                                |                                                                |                                                                |  |         |                                                       |                                                       |  |
|  |                                                                   |                                                                   |                                                                   |                                                                   |   | Deportivo La Coruña | 4 | 1 | 5 | |  |           |                                                                |                                                                |                                                                |                                                                |  |         |                                                       |                                                       |  |
|  |                                                                   |                                                                   | Real Valladolid                                                   | 1                                                                 | 1 | 2                   | | | | |  |           |                                                                |                                                                |                                                                |                                                                |  |         |                                                       |                                                       |  |
|  | Real Valladolid                                                   | 2                                                                 | Real Valladolid                                                   | 1                                                                 | 1 | 2                   | 1 | 3 | | |  |           |                                                                |                                                                |                                                                |                                                                |  |         |                                                       |                                                       |  |
|  | Real Valladolid                                                   | 2                                                                 |                                                                   |                                                                   |   |                     | | | | |  |           |                                                                |                                                                |                                                                |                                                                |  |         |                                                       |                                                       |  |
|  | Villarreal                                                        | 1                                                                 | 0                                                                 | 1                                                                 |   |                     | | | | |  |           |                                                                |                                                                |                                                                |                                                                |  |         |                                                       |                                                       |  |
|  | Villarreal                                                        | 1                                                                 | 0                                                                 | 1                                                                 |   |                     | | | | |  |           |                                                                |                                                                |                                                                |                                                                |  | Sevilla | 1                                                     |                                                       |  |
|  |                                                                   |                                                                   |                                                                   |                                                                   |   |                     | | | | |  |           |                                                                |                                                                |                                                                |                                                                |  | Sevilla | 1                                                     |                                                       |  |
|  |                                                                   |                                                                   | Getafe                                                            | 0                                                                 |   |                     | | | | |  |           |                                                                |                                                                |                                                                |                                                                |  |         |                                                       |                                                       |  |
|  | Barcelona                                                         | 2                                                                 | Getafe                                                            | 0                                                                 | 3 | 5                   | | | | |  |           |                                                                |                                                                |                                                                |                                                                |  |         |                                                       |                                                       |  |
|  | Barcelona                                                         | 2                                                                 |                                                                   |                                                                   |   |                     | | | | |  |           |                                                                |                                                                |                                                                |                                                                |  |         |                                                       |                                                       |  |
|  | Alavés                                                            | 0                                                                 | 2                                                                 | 2                                                                 |   |                     | | | | |  |           |                                                                |                                                                |                                                                |                                                                |  |         |                                                       |                                                       |  |
|  | Alavés                                                            | 0                                                                 | 2                                                                 | 2                                                                 |   | Barcelona (v.)      | 0 | 2 | 2 | |  |           |                                                                |                                                                |                                                                |                                                                |  |         |                                                       |                                                       |  |
|  |                                                                   |                                                                   |                                                                   |                                                                   |   | Barcelona (v.)      | 0 | 2 | 2 | |  |           |                                                                |                                                                |                                                                |                                                                |  |         |                                                       |                                                       |  |
|  |                                                                   |                                                                   | Real Zaragoza                                                     | 1                                                                 | 1 | 2                   | | | | |  |           |                                                                |                                                                |                                                                |                                                                |  |         |                                                       |                                                       |  |
|  | Real Zaragoza                                                     | 3                                                                 | Real Zaragoza                                                     | 1                                                                 | 1 | 2                   | 0 | 3 | | |  |           |                                                                |                                                                |                                                                |                                                                |  |         |                                                       |                                                       |  |
|  | Real Zaragoza                                                     | 3                                                                 |                                                                   |                                                                   |   |                     | | | | |  |           |                                                                |                                                                |                                                                |                                                                |  |         |                                                       |                                                       |  |
|  | Málaga                                                            | 0                                                                 | 1                                                                 | 1                                                                 |   |                     | | | | |  |           |                                                                |                                                                |                                                                |                                                                |  |         |                                                       |                                                       |  |
|  | Málaga                                                            | 0                                                                 | 1                                                                 | 1                                                                 |   |                     | | | | |  | Barcelona | 5                                                              | 0                                                              | 5                                                              |                                                                |  |         |                                                       |                                                       |  |
|  |                                                                   |                                                                   |                                                                   |                                                                   |   |                     | | | | |  | Barcelona | 5                                                              | 0                                                              | 5                                                              |                                                                |  |         |                                                       |                                                       |  |
|  |                                                                   |                                                                   | Getafe                                                            | 2                                                                 | 4 | 6                   | | | | |  |           |                                                                |                                                                |                                                                |                                                                |  |         |                                                       |                                                       |  |
|  | Osasuna                                                           | 1                                                                 | Getafe                                                            | 2                                                                 | 4 | 6                   | 2 | 3 | | |  |           |                                                                |                                                                |                                                                |                                                                |  |         |                                                       |                                                       |  |
|  | Osasuna                                                           | 1                                                                 |                                                                   |                                                                   |   |                     | | | | |  |           |                                                                |                                                                |                                                                |                                                                |  |         |                                                       |                                                       |  |
|  | Atlético de Madrid                                                | 1                                                                 | 0                                                                 | 1                                                                 |   |                     | | | | |  |           |                                                                |                                                                |                                                                |                                                                |  |         |                                                       |                                                       |  |
|  | Atlético de Madrid                                                | 1                                                                 | 0                                                                 | 1                                                                 |   | Osasuna             | 0 | 1 | 1 | |  |           |                                                                |                                                                |                                                                |                                                                |  |         |                                                       |                                                       |  |
|  |                                                                   |                                                                   |                                                                   |                                                                   |   | Osasuna             | 0 | 1 | 1 | |  |           |                                                                |                                                                |                                                                |                                                                |  |         |                                                       |                                                       |  |
|  |                                                                   |                                                                   | Getafe                                                            | 3                                                                 | 0 | 3                   | | | | |  |           |                                                                |                                                                |                                                                |                                                                |  |         |                                                       |                                                       |  |
|  | Getafe                                                            | 1                                                                 | Getafe                                                            | 3                                                                 | 0 | 3                   | 4 | 5 | | |  |           |                                                                |                                                                |                                                                |                                                                |  |         |                                                       |                                                       |  |
|  | Getafe                                                            | 1                                                                 |                                                                   |                                                                   |   |                     | | | | |  |           |                                                                |                                                                |                                                                |                                                                |  |         |                                                       |                                                       |  |
|  | Valencia                                                          | 1                                                                 | 2                                                                 | 3                                                                 |   |                     | | | | |  |           |                                                                |                                                                |                                                                |                                                                |  |         |                                                       |                                                       |  |
|  | Valencia                                                          | 1                                                                 | 2                                                                 | 3                                                                 |   |                     | | | | |  |           |                                                                |                                                                |                                                                |                                                                |  |         |                                                       |                                                       |  |
|  |                                                                   |                                                                   |                                                                   |                                                                   |   |                     | | | | |  |           |                                                                |                                                                |                                                                |                                                                |  |         |                                                       |                                                       |  |

1. ↑  El partido entre el Real Betis y el Sevilla fue suspendido y aplazado, debido al fuerte impacto sufrido por Juande Ramos (director técnico del Sevilla), debido a un botellazo recibido desde la grada, por lo que se tuvo que jugar lo que quedaba del partido en cancha neutral el 20 de marzo de 2007.

## Octavos de final
El sorteo de los octavos de final se realizó el 22 de noviembre, y en él se eliminó cualquier tipo de restricción. La eliminatoria fue a doble partido, disputándose la ida el 10 de enero de 2007, y la vuelta el 17 de enero del mismo año.
| Local ida          | Resultado global | Local vuelta           | Ida | Vuelta |
| ------------------ | ---------------- | ---------------------- | --- | ------ |
| Real Betis         | (v.) 1-1         | Real Madrid            | 0-0 | 1-1    |
| Atlético de Madrid | 1-3              | Osasuna                | 1-1 | 0-2    |
| Málaga             | 1-3              | Real Zaragoza          | 0-3 | 1-0    |
| Real Valladolid    | 3-1              | Villarreal             | 2-1 | 1-0    |
| Rayo Vallecano     | 1-3              | Sevilla                | 0-0 | 1-3    |
| Mallorca           | 2-3              | Deportivo de La Coruña | 1-2 | 1-1    |
| Deportivo Alavés   | 2-5              | Barcelona              | 0-2 | 2-3    |
| Getafe             | 5-3              | Valencia               | 1-1 | 4-2    |

### Real Betis - Real Madrid
| Ida; 11 de enero de 2007, 21:00 (CEST) | Real Betis Balompié | 0:0     | Real Madrid | Estadio Benito Villamarín, Sevilla      |                                         |
|                                        |                     | Reporte |             | Árbitro(s): Bernardino González Vázquez | Árbitro(s): Bernardino González Vázquez |

| Vuelta; 14 de enero de 2007, 20:00 (CEST)            | Real Madrid | 1:1 (1:1) | Real Betis | Estadio Santiago Bernabéu, Madrid          |                                            |
|                                                      | Robinho 4'  | Reporte   | Dani 36'   | Árbitro(s): Manuel Enrique Mejuto González | Árbitro(s): Manuel Enrique Mejuto González |
| Eliminatoria resuelta por Regla del gol de visitante |             |           |            |                                            |                                            |

### Atlético de Madrid - Osasuna
| Ida; 9 de enero de 2007, 21:00 (CEST) | Atlético de Madrid | 1:1 (0:1) | Osasuna  | Estadio Vicente Calderón, Madrid       |                                        |
|                                       | Torres 79'         | Reporte   | Webó 36' | Árbitro(s): Eduardo Iturralde González | Árbitro(s): Eduardo Iturralde González |

| Vuelta; 17 de enero de 2007, 21:00 (CEST) | Osasuna       | 2:0 (2:0) | Atlético de Madrid | Reyno de Navarra, Pamplona        |                                   |
|                                           | Puñal 16' 27' | Reporte   |                    | Árbitro(s): César Muñiz Fernández | Árbitro(s): César Muñiz Fernández |

### Málaga - Real Zaragoza
| Ida; 10 de enero de 2007, 20:00 (CEST) | Málaga | 0:3 (0:1) | Real Zaragoza                     | Estadio La Rosaleda, Málaga        |                                    |
|                                        |        | Reporte   | Sergio García 12' 49' · Óscar 75' | Árbitro(s): Vicente Lizondo Cortés | Árbitro(s): Vicente Lizondo Cortés |

| Vuelta; 17 de enero de 2007, 21:00 (CEST) | Real Zaragoza | 0:1 (0:1) | Málaga     | Estadio La Romareda, Zaragoza     |                                   |
|                                           |               | Reporte   | Ristic 13' | Árbitro(s): Alfonso Pino Zamorano | Árbitro(s): Alfonso Pino Zamorano |

### Real Valladolid - Villarreal
| Ida; 10 de enero de 2007, 20:00 (CEST) | Real Valladolid              | 2:1 (1:1) | Villarreal    | Estadio José Zorrilla, Valladolid |                                   |
|                                        | Losada 20' · J. Llorente 69' | Reporte   | José Mari 21' | Árbitro(s): Alfonso Pérez Burrull | Árbitro(s): Alfonso Pérez Burrull |

| Vuelta; 17 de enero de 2007, 21:00 (CEST) | Villarreal | 0:1 (0:1) | Real Valladolid   | Estadio El Madrigal, Villarreal     |                                     |
|                                           |            | Reporte   | Javier Baraja 27' | Árbitro(s): Carlos Velasco Carballo | Árbitro(s): Carlos Velasco Carballo |

### Rayo Vallecano - Sevilla
| Ida; 10 de enero de 2007, 20:00 (CEST) | Rayo Vallecano | 0:0     | Sevilla | Estadio Teresa Rivero, Vallecas     |                                     |
|                                        |                | Reporte |         | Árbitro(s): Miguel Ángel Pérez Lasa | Árbitro(s): Miguel Ángel Pérez Lasa |

| Vuelta; 17 de enero de 2007, 21:00 (CEST) | Sevilla                      | 3:1 (1:1) | Rayo Vallecano | Ramón Sánchez Pizjuán, Sevilla        |                                       |
|                                           | Alfaro 17' 85' · Kanouté 70' | Reporte   | Cubillo 23'    | Árbitro(s): Alfonso Álvarez Izquierdo | Árbitro(s): Alfonso Álvarez Izquierdo |

### Mallorca - Deportivo de La Coruña
| Ida; 10 de enero de 2007, 20:00 (CEST) | Mallorca       | 1:2 (0:0) | Deportivo de La Coruña   | Son Moix, Palma de Mallorca      |                                  |
|                                        | Maxi López 89' | Reporte   | Adrián 55' · Taborda 63' | Árbitro(s): Arturo Daudén Ibáñez | Árbitro(s): Arturo Daudén Ibáñez |

| Vuelta; 17 de enero de 2007, 21:00 (CEST) | Deportivo de La Coruña | 1:1 (0:1) | Mallorca     | Estadio de Riazor, La Coruña         |                                      |
|                                           | Sergio 67'             | Reporte   | Jankovic 23' | Árbitro(s): Alberto Undiano Mallenco | Árbitro(s): Alberto Undiano Mallenco |

### Deportivo Alavés - Barcelona
| Ida; 10 de enero de 2007, 21:30 (CEST) | Deportivo Alavés | 0:2 (0:0) | Barcelona       | Estadio de Mendizorroza, Vitoria       |                                        |
|                                        |                  | Reporte   | Saviola 57' 80' | Árbitro(s): Fernando Teixeira Vitienes | Árbitro(s): Fernando Teixeira Vitienes |

| Vuelta; 16 de enero de 2007, 21:00 (CEST) | Barcelona           | 3:2 (2:2) | Deportivo Alavés                     | Camp Nou, Barcelona                 |                                     |
|                                           | Saviola 15' 21' 62' | Reporte   | Wellington Paulista 34' · Arturo 41' | Árbitro(s): Manuel Ángel Pérez Lima | Árbitro(s): Manuel Ángel Pérez Lima |

### Getafe - Valencia
| Ida; 10 de enero de 2007, 21:30 (CEST) | Getafe      | 1:1 (1:0) | Valencia  | Coliseum Alfonso Pérez, Getafe        |                                       |
|                                        | Paunovic 2' | Reporte   | Silva 89' | Árbitro(s): Julián Rodríguez Santiago | Árbitro(s): Julián Rodríguez Santiago |

| Vuelta; 17 de enero de 2007, 21:30 (CEST) | Valencia       | 2:4 (1:1) | Getafe                                   | Mestalla, Valencia                   |                                      |
|                                           | Albiol 28' 77' | Reporte   | Nacho 32' · Güiza 46' 66' · Casquero 61' | Árbitro(s): Rafael Ramírez Domínguez | Árbitro(s): Rafael Ramírez Domínguez |

## Cuartos de final
Los partidos de ida se jugaron el 31 de enero y los de vuelta el 28 de febrero.
| Local ida              | Resultado global | Local vuelta    | Ida | Vuelta |
| ---------------------- | ---------------- | --------------- | --- | ------ |
| Sevilla                | 1-0              | Real Betis      | 0-0 | 1-0    |
| Deportivo de La Coruña | 5-2              | Real Valladolid | 4-1 | 1-1    |
| Getafe                 | 3-1              | Osasuna         | 3-0 | 0-1    |
| Barcelona              | (v.) 2-2         | Real Zaragoza   | 0-1 | 2-1    |

### Sevilla - Real Betis
| Ida; 1 de febrero de 2007, 21:00 (CEST) | Sevilla | 0:0     | Real Betis | Ramón Sánchez Pizjuán, Sevilla    |                                   |
|                                         |         | Reporte |            | Árbitro(s): Alfonso Pérez Burrull | Árbitro(s): Alfonso Pérez Burrull |

| Vuelta; 28 de febrero de 2007, 20:00 (CEST) (1'-56') 20 de marzo de 2007, 20:00 (CEST) (56'-90') | Real Betis | 0:1 (0:0) | Sevilla     | Benito Villamarín, Sevilla (1' - 56'), Coliseum Alfonso Pérez, Getafe (56' - 90') |                              |
| |            | Reporte   | Kanouté 55' | Árbitro(s): Undiano Mallenco                                                      | Árbitro(s): Undiano Mallenco |
| En el minuto 56, el partido tuvo que ser suspendido debido al brutal impacto sufrido por el técnico sevillista Juande Ramos de una botella arrojada desde la grada. El resto del partido se disputó en el campo neutral del Getafe. |            |           |             |                                                                                   |                              |

### Deportivo de La Coruña - Real Valladolid
| Ida; 31 de enero de 2007, 20:00 (CEST) | Deportivo de La Coruña                                  | 4:1 (0:1) | Real Valladolid | Riazor, La Coruña                      |                                        |
|                                        | Pablo Álvarez 53' · Rivera 67' · Verdú 88' · Juanma 89' | Reporte   | Manchev 21'     | Árbitro(s): Fernando Teixeira Vitienes | Árbitro(s): Fernando Teixeira Vitienes |

| Vuelta; 28 de febrero de 2007, 20:00 (CEST) | Real Valladolid | 1:1 (0:1) | Deportivo de La Coruña | José Zorrilla, Valladolid         |                                   |
|                                             | Manchev 85'     | Reporte   | Filipe Luis 33'        | Árbitro(s): Antonio Rubinos Pérez | Árbitro(s): Antonio Rubinos Pérez |

### Getafe - Osasuna
| Ida; 31 de enero de 2007, 20:00 (CEST) | Getafe                                  | 3:0 (2:0) | Osasuna | Coliseum Alfonso Pérez, Getafe       |                                      |
|                                        | Dani Güiza 10' · Alexis 38' · Maris 62' | Reporte   |         | Árbitro(s): David Fernández Borbalán | Árbitro(s): David Fernández Borbalán |

| Vuelta; 28 de febrero de 2007, 20:00 (CEST) | Osasuna   | 1:0 (1:0) | Getafe | Reyno de Navarra, Pamplona             |                                        |
|                                             | Romeo 16' | Reporte   |        | Árbitro(s): Eduardo Iturralde González | Árbitro(s): Eduardo Iturralde González |

### Barcelona - Real Zaragoza
| Ida; 31 de enero de 2007, 22:00 (CEST) | Barcelona | 0:1 (0:0) | Real Zaragoza | Camp Nou, Barcelona                   |                                       |
|                                        |           | Reporte   | Diogo 77'     | Árbitro(s): Julián Rodríguez Santiago | Árbitro(s): Julián Rodríguez Santiago |

| Vuelta; 28 de febrero de 2007, 21:00 (CEST)          | Real Zaragoza | 1:2 (0:2) | Barcelona              | Estadio La Romareda, Zaragoza     |                                   |
|                                                      | Piqué 79'     | Reporte   | Xavi 18' · Iniesta 25' | Árbitro(s): Luis Medina Cantalejo | Árbitro(s): Luis Medina Cantalejo |
| Eliminatoria resuelta por Regla del gol de visitante |               |           |                        |                                   |                                   |

## Semifinales
El sorteo se realizó el 22 de marzo, en la sede de la RFEF. El partido de ida se jugó el 18 de abril, y el de vuelta el 9 de mayo.
| Local ida              | Resultado global | Local vuelta | Ida | Vuelta |
| ---------------------- | ---------------- | ------------ | --- | ------ |
| Barcelona              | 5-6              | Getafe       | 5-2 | 0-4    |
| Deportivo de La Coruña | 0-5              | Sevilla      | 0-3 | 0-2    |

### Barcelona - Getafe
| Ida; 19 de abril de 2007, 21:00 (CEST) | Barcelona                                             | 5:2 (3:0) | Getafe                     | Camp Nou, Barcelona                        |                                            |
|                                        | Xavi 18' · Messi 28' 44' · Gudjohnsen 62' · Eto'o 74' | Reporte   | Dani Güiza 57' · Nacho 59' | Árbitro(s): Manuel Enrique Mejuto González | Árbitro(s): Manuel Enrique Mejuto González |

| Vuelta; 10 de mayo de 2007, 21:00 (CEST) | Getafe                                               | 4:0 (2:0) | Barcelona | Coliseum Alfonso Pérez, Getafe    |                                   |
|                                          | Casquero 37' · Dani Güiza 42' 73' · Vivar Dorado 70' | Reporte   |           | Árbitro(s): Luis Medina Cantalejo | Árbitro(s): Luis Medina Cantalejo |

### Deportivo de La Coruña - Sevilla
| Ida; 18 de abril de 2007, 21:00 (CEST) | Deportivo de La Coruña | 0:3 (0:2) | Sevilla                                          | Riazor, La Coruña                     |                                       |
|                                        |                        | Reporte   | Kanouté 11' · Jesús Navas 13' · Luis Fabiano 89' | Árbitro(s): Julián Rodríguez Santiago | Árbitro(s): Julián Rodríguez Santiago |

| Vuelta; 9 de mayo de 2007, 21:00 (CEST) | Sevilla                 | 2:0 (2:0) | Deportivo de La Coruña | Ramón Sánchez Pizjuán, Sevilla  |                                 |
|                                         | Duda 3' · Chevantón 33' | Reporte   |                        | Árbitro(s): Carlos Megía Dávila | Árbitro(s): Carlos Megía Dávila |

## Final
| 1  | POR | Andrés Palop       |     |
| 4  | DEF | Daniel Alves       |     |
| 2  | DEF | Javi Navarro       |     |
| 19 | DEF | Ivica Dragutinović |     |
| 14 | DEF | Julien Escudé      |     |
| 8  | MED | Christian Poulsen  |     |
| 11 | MED | Renato Dirnei      | 80' |
| 15 | MED | Jesús Navas        |     |
| 16 | DEL | Antonio Puerta     | 75' |
| 10 | DEL | Luís Fabiano       | 48' |
| 12 | DEL | Frederic Kanouté   |     |
| DT | DT  | Juande Ramos       |     |

| 1  | POR | Luis García     |     |
| 2  | DEF | Cosmin Contra   | 84' |
| 4  | DEF | David Belenguer |     |
| 5  | DEF | Rubén Pulido    |     |
| 3  | DEF | Javier Paredes  |     |
| 6  | DEF | Fabio Celestini |     |
| 22 | MED | Javier Casquero |     |
| 7  | MED | Mario Cotelo    |     |
| 15 | MED | Nacho           | 70' |
| 14 | DEL | Manu del Moral  | 79' |
| 19 | DEL | Dani Güiza      |     |
| DT | DT  | Bernd Schuster  |     |

| 9  | DEL | Aleksandr Kerzhakov | 48' |
| 5  | MED | Duda                | 75' |
| 18 | MED | José Luis Martí     | 80' |

| 8  | MED | Vivar Dorado       | 70' |
| 9  | DEL | Maris Verpakovskis | 79' |
| 17 | DEL | Sergio Pachón      | 84' |

|  | 11' | Frederic Kanouté | 1-0 |
|  |     |                  |     |

|  | 26' | Renato Dirnei    |
|  | 89' | Duda             |
|  | 89' | Frederic Kanouté |

|  | 39' | Javier Paredes  |
|  | 45' | Dani Güiza      |
|  | 49' | David Belenguer |
|  | 63' | Nacho           |
|  | 87' | Fabio Celestini |
|  | 89' | Rubén Pulido    |

| Árbitro             | Julián Rodríguez Santiago |
| Árbitros asistentes | Pedro Medina Hernández    |
| Árbitros asistentes | Victoriano Díaz Casado    |
| Cuarto Árbitro      | César Muñiz Fernández     |

| 1  | POR | Andrés Palop       |     |
| 4  | DEF | Daniel Alves       |     |
| 2  | DEF | Javi Navarro       |     |
| 19 | DEF | Ivica Dragutinović |     |
| 14 | DEF | Julien Escudé      |     |
| 8  | MED | Christian Poulsen  |     |
| 11 | MED | Renato Dirnei      | 80' |
| 15 | MED | Jesús Navas        |     |
| 16 | DEL | Antonio Puerta     | 75' |
| 10 | DEL | Luís Fabiano       | 48' |
| 12 | DEL | Frederic Kanouté   |     |
| DT | DT  | Juande Ramos       |     |

| 1  | POR | Luis García     |     |
| 2  | DEF | Cosmin Contra   | 84' |
| 4  | DEF | David Belenguer |     |
| 5  | DEF | Rubén Pulido    |     |
| 3  | DEF | Javier Paredes  |     |
| 6  | DEF | Fabio Celestini |     |
| 22 | MED | Javier Casquero |     |
| 7  | MED | Mario Cotelo    |     |
| 15 | MED | Nacho           | 70' |
| 14 | DEL | Manu del Moral  | 79' |
| 19 | DEL | Dani Güiza      |     |
| DT | DT  | Bernd Schuster  |     |

| 9  | DEL | Aleksandr Kerzhakov | 48' |
| 5  | MED | Duda                | 75' |
| 18 | MED | José Luis Martí     | 80' |

| 8  | MED | Vivar Dorado       | 70' |
| 9  | DEL | Maris Verpakovskis | 79' |
| 17 | DEL | Sergio Pachón      | 84' |

|  | 11' | Frederic Kanouté | 1-0 |
|  |     |                  |     |

|  | 26' | Renato Dirnei    |
|  | 89' | Duda             |
|  | 89' | Frederic Kanouté |

|  | 39' | Javier Paredes  |
|  | 45' | Dani Güiza      |
|  | 49' | David Belenguer |
|  | 63' | Nacho           |
|  | 87' | Fabio Celestini |
|  | 89' | Rubén Pulido    |

| Árbitro             | Julián Rodríguez Santiago |
| Árbitros asistentes | Pedro Medina Hernández    |
| Árbitros asistentes | Victoriano Díaz Casado    |
| Cuarto Árbitro      | César Muñiz Fernández     |

|                       |
|                       |
| Campeón Sevilla F. C. |
| 4° título             |

## Máximos goleadores
| #   | Jugador          | Equipo          | Goles | Partidos |
| --- | ---------------- | --------------- | ----- | -------- |
| 1.º | Javier Saviola   | F. C. Barcelona | 7     | 7        |
| 2.º | Dani Güiza       | Getafe C. F.    | 6     | 6        |
| 3.º | Yordi            | Xerez C. D.     | 4     | 3        |
| 4.º | Frédéric Kanouté | Sevilla F. C.   | 4     | 5        |

## Abreviaturas
- g.v.: Equipo clasificado por mayor número de goles como visitante.
- pró.: Equipo clasificado después de una prórroga.
- pen.: Equipo clasificado después de una tanda de penaltis.